# الکساندراوکا، جیمینا زیچلین، لودز ویوودشیپ
الکساندراوکا، جیمینا زیچلین، لودز ویوودشیپ (به لاتین: Aleksandrówka, Gmina Żychlin, Łódź Voivodeship) یک منطقهٔ مسکونی در لهستان است که در Gmina Żychlin واقع شده‌است.